# Katie Hill (femme politique)
Pour les articles homonymes, voir Katie Hill et Hill.
Katherine Lauren Hill dite Katie Hill, née le 25 août 1987, est une femme politique américaine. Membre du Parti démocrate, elle est élue de Californie à la Chambre des représentants des États-Unis lors des élections de 2018. Elle démissionne un an plus tard.

## Biographie

### Jeunesse et carrière professionnelle
Katie Hill est la fille d'une infirmière-urgentiste et d'un policier de Beverly Hills. Elle grandit Rosamond puis Santa Clarita.
Diplômée de l'université d'État de Californie à Northridge, elle devient professeure en science politique à UCLA puis dirige PATH (People Assisting the Homeless), une association venant en aide aux sans-abris dans la région de Los Angeles.

### Carrière politique
Au printemps 2018, elle annonce sa candidature à la Chambre des représentants des États-Unis dans le 25e district face au républicain Steve Knight. La circonscription, qui comprend des banlieues au nord de Los Angeles et a voté pour Hillary Clinton en 2016, est une cible des démocrates. Avant la primaire, Hill reçoit le soutien d'Emily's List et lève davantage de fonds que le sortant. En juin 2018, elle arrive en deuxième position de la primaire avec 20 % des voix. Distancée par Knight (53 %), elle devance cependant le candidat démocrate de 2016 Bryan Caforio (18 %). Considérée comme centriste,, Hill s'attaque au bilan de Knight et Donald Trump en matière de santé, d'immigration et droits LGBT. Lors de l'élection générale de novembre, elle est élue représentante en battant Steve Knight,.
Le 27 octobre 2019, elle annonce sa démission du Congrès, à la suite de diffusion de photos intimes d’elle sur internet. Les images de cette campagne de dénigrement ont été diffusées par le site d'ultradroite Red State et le tabloïd anglais Daily Mail.

### Vie privée
Katie Hill est mariée à Kenny Heslep. Elle se définit comme bisexuelle.